# Caribbean Blue
Caribbean Blue (от англ. „Карибско синьо“) е песен на ирландската певица, композиторка и музикантка Еня. Тя е първият издаден сингъл от третия ѝ студиен албум Shepherd Moons (1991). Тази песен е една от най-известните нейни песни и се радва на международен успех въпреки по-финия и не толкова жив тон, който я отличава от хита ѝ Orinoco Flow, който извежда предишния ѝ албум Watermark на преден план.

## Описание
Песента е издадена като сингъл на 7 октомври 1991 г. Тя е валс, изобразяващ пътуването в един фантастичен свят. Заглавието е на Рома Райън, тъй като мелодията, която Еня измисля, ѝ напомня за Карибите. Пишейки за песента през 2002 г., Рома казва: „Както с всички мечти, ние посягаме към идеала и „Карибско синьо“ представлява такава мечта. Текстът може да бъде обобщен в три думи: „Повярвай в себе си“.“
В песента се споменават Анемоите (древногръцките богове на вятъра) Борей, Афер Вентус (Африкански вятър), Евър и Зефир.
Тя достига № 8 в Ирландската класация на сингли и № 13 в Британската класация на сингли. В Съединените щати достига № 79 в Билборд Хот 100 и № 3 в Класацията на Билборд „Моредни рок парчета“, като в последната е 12-ата най-успешна песен за 1992 г.
Песента е използвана в игралните филми Piccolo grande amore (1993), Ruoma de shi qi sui (2002) и „Дедпул 2“ (2018).

## Критичен прием
Нед Рагет от Олмюзик отбелязва, че в песента певицата „избягва да повтаря успешната формула на Orinoco Flow посредством такта на валса си – достатъчно фина промяна, но такава, която оцветява и управлява цялостната композиция и изпълнение, най-близката, която Еня би могла някога да стигне с номер за танц.
Лари Флик от сп. „Билборд“ я описва като „мечтателна и вдъхновяваща“ и „многопластова и сложна“. Той отбелязва също, че „богатият звуков гоблен приспива слушателя с обещанието за сложни музикални текстури. Занижените вокали на Еня се превръщат в ефектно вълнообразно крешендо, които са на прилови и отливи с живописната мелодия.
Дейвид Браун от американското списание „Ентъртейнмънт Уийкли“ я нарича „задъхан, оптимистичен валс, който олицетворява всичко от Еня“.
Паневропейското списание Music & Media пише, че „тя е толкова мечтателна като нейния глобален хит от 1988 г. Orinoco Flow, но по-облечена в инструменти“. Рецензент от американското списание „Пийпъл“ заявява, че „ангелските вокали на ирландската певица издигат този елегантен и авангарден валс към небето“.

## Музикален видеоклип
Музикалният видеоклип към песента е на реж. Майкъл Джеогеган. Той включва визуални образи, базирани на картините на Максфийлд Периш, и е ранна поява на британската актриса и певица Мартин Маккътчън. В него, характеризиращ се с пастелен ефект, вече присъстващ в това на Orinoco Flow, дете прелиства стара книга и се оказва проектирано в райски места, населени с магически герои, където е напътствано от Еня, която, облечена в синьо като нощното небе, го придружава през това пътуване, по време на което срещат нимфи и странен фотограф. Последният етап от пътуването е плаж, където Еня дава на детето книгата, която се появява в първите сцени и си отива заедно с нимфите. Създаването на видеото е добре представено в документалния филм The Making of Caribbean Blue, който се появява през 2009 г. в луксозната версия на сборния албум на певицата The Very Best of Enya.
Той е включен в компилациите Moonshadows (1991), The Video Collection (2001) и The Very Best of Enya – луксозна версия.

## Текст
| Отригинален текст | Превод |
| --- | --- |
| [Intro] Eurus Āfer Ventus [Verse 1] So the world goes round and round With all you ever knew They say the sky high above Is Caribbean blue [Interlude] [Verse 2] If every man says all he can If every man is true Do I believe the sky above Is Caribbean blue [Bridge] Boreas Zephryus [Interlude] [Verse 3] If all you told was turned to gold If all you dreamed was new Imagine sky high above In Caribbean blue [Outro] Eurus Āfer Ventus Boreas Zephryus Africus | [Интро] Евър Афер Вентус [Куплет 1] Значи светът се върти и върти С всичко, което тя някога знаеш Казват, че небето високо горе е Карибско синьо [Пауза] [Куплет 2] Ако всеки човек казва всичко, което може Ако всеки човек е истински Вярваш ли, че небето горе е Карибско синьо? [Бридж] Борей Зефир [Пауза] [Стих 3] Ако всичко, което каза, бе превърнато в злато Ако всичките ти сънища бяха нови Представи си небето високо горе в Карибско синьо [Край] Евър Афер Вентус Борей Зефир Африкус |

## Сингъл
Издаден е на различни физически носители през 1991 г.
1-ва версия
- 3" CD – Уорнър-Пиониър (1991): WMD5-4080 Япония
- 7" плоча – WEA (1991): 9031-75609-7 Германия, YZ604 Обед. кралство
- MC – WEA (1991): 9031-75609-4 Франция, YZ604C Обед. кралство

| №  | Име                   | Време |
| -- | --------------------- | ----- |
| 1. | Caribbean Blue (Edit) |       |
| 2. | Orinoco Flow (Edit)   |       |

2-ра версия
- 3" CD – WEA (1991): 9031-75610-2 Германия, YZ604CD Обед. кралство
- 12" LP – WEA (1991): 9031-75610-0 Германия (лимитирано издание)

| №  | Име                   | Време |
| -- | --------------------- | ----- |
| 1. | Caribbean Blue (Edit) |       |
| 2. | Orinoco Flow (Edit)   |       |
| 3. | Angeles               |       |

3-та версия
- CD – WEA 1991: YZ604CDX Обед. кралство (лимитирано издание; в Digipak)

| №  | Име                   | Време |
| -- | --------------------- | ----- |
| 1. | Caribbean Blue (Edit) |       |
| 2. | Orinoco Flow (Edit)   |       |
| 3. | Ad Baile              |       |
| 4. | Oriel Window          |       |

4-та версия
- MC – Reprise 1991: 9 19089 – 4 САЩ

| №  | Име            | Време |
| -- | -------------- | ----- |
| 1. | Caribbean Blue |       |
| 2. | Orinoco Flow   |       |

## Класации
| Класация (1991 – 1992)             | Топ позиция |
| ---------------------------------- | ----------- |
| Австралия (ARIA)                   | 74          |
| Флабдрия                           | 30          |
| Канада (Canada top singles)        | 32          |
| Канада (Canada adult contemporary) | 10          |
| Европа (European Hot 100 Singles)  | 31          |
| Германия                           | 50          |
| Ирландия                           | 8           |
| Нидерландия 40                     | 21          |
| Нидерландия 100                    | 37          |
| Нова Зеландия                      | 22          |
| Швеция                             | 25          |
| Швейцария                          | 32          |
| Обединено кралство                 | 13          |
| Billboard hot 100 (САЩ)            | 79          |
| Billboard adult contemporary (САЩ) | 29          |
| Billboard alternative songs (САЩ)  | 3           |

| Класация (1992)                   | Позиция |
| --------------------------------- | ------- |
| US Modern Rock Tracks (Billboard) | 12      |